# OpenType

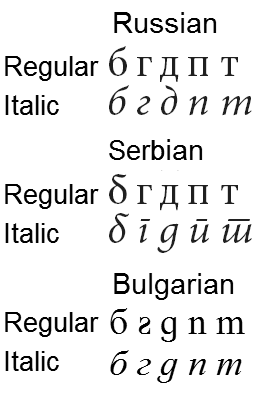
Odlišnosti mezi specifickými ruskými (nahoře) a srbskými / makedonskými (dole) variantami písmen. Toto je příklad problému, pro nějž podpora Unicode nestačí. OpenType a konkurenční technologie jej však umí řešit.

OpenType je standard pro popis vektorových počítačových písem – fontů, vyvinutý společnostmi Microsoft a Adobe Systems jako nástupce standardu TrueType.
Podpora OpenType je dnes implementována v operačních systémech Microsoft Windows, Mac OS X a Linux (FreeType).
Soubory písem OpenType v operačním systému Windows mají příponu .otf (.otc v případě balíčku vícera fontů – OpenType Collections).
Hlavní výhody oproti starším standardům:
- znaky mohou být popsány pomocí zvyklostí TrueType nebo PostScript
- je založen na Unicode, z čehož vyplývá méně problémů s lokalizací písem
- jeden soubor může popisovat až 65 536 znaků
- je bez problémů přenositelný mezi systémy Windows, OS X a Unix
- má lepší podporu pro typografické speciality jako jsou slitky – ligatury